# Josiah Clark Nott
Josiah Clark Nott (Carolina del Sur, Estados Unidos, 31 de marzo de 1804 - Mobile, Alabama, Estados Unidos, 31 de marzo de 1873) fue un médico y cirujano estadounidense. Fue el autor, además, de varias teorías relacionadas con la cirugía, la fiebre amarilla y el racialismo.
Nott fue influenciado por las teorías raciales de Samuel George Morton (1799-1851), uno de los padres de la antropología física. Morton recopiló cientos de ejemplares de cráneos humanos a lo largo del mundo y trató de clasificarlos. Morton fue uno de los primeros científicos en asegurar que era posible juzgar la capacidad intelectual de una determinada raza gracias a la capacidad craneal, una magnitud que mide el volumen del interior del cráneo. De acuerdo con él, un cráneo de gran tamaño conllevaba la existencia de un cerebro grande y, consecuentemente, la de una gran capacidad intelectual, mientras que sucedía lo contrario con los cráneos de pequeño tamaño. Gracias al estudio de estos cráneos, llegó a la conclusión de que cada una de las razas existentes tenía unos orígenes propios, tal y como postula el poligenismo.
Nott, que era dueño de nueve esclavos, «empleó su influencia y sus dotes científicas para defender la subyugación de los negros a través de la esclavitud». Asimismo, afirmó que «el negro alcanza su máxima perfección, tanto física como moral, así como una mayor longevidad, en un estado de esclavitud».

## Biografía

### Primeros años y educación
Nott nació el 31 de marzo de 1804 en el estado estadounidense de Carolina del Sur. Su padre, Abraham Nott, era un político federalista y también ejercía la profesión de juez. Josiah se graduó en medicina en la Universidad de Pensilvania en el año 1827 y completó su posgraduado en París, Francia. En 1833 se trasladó a la localidad de Mobile, situada en el estado de Alabama, y comenzó a practicar la cirugía.

### Carrera
Nott coincidía con John Crawford y su contemporáneo Lewis Daniel Beauperthy en la teoría de que el mosquito era uno de los portadores de la malaria. Por aquel entonces, la fiebre amarilla era una grave enfermedad en el sur estadounidense y Nott es considerado como uno de los primeros en postular que los insectos eran los portadores de la misma. En Yellow Fever Contrasted with Bilious Fever, obra publicada en el año 1850, criticó la teoría miasmática, que era la que gozaba de mayor aceptación en ese momento. Nott perdió a cuatro de sus hijos a causa de la fiebre amarilla en septiembre de 1863.
Nott era seguidor de Samuel George Morton. Junto con George Gliddon (1809-1857) continuó con el desarrollo de las ideas de Morton. Sus descubrimientos resultaron en la postulación del poligenismo, teoría que defiende los diferentes linajes de los que provienen las diferentes razas y que precedió a las hipótesis de origen multirregionales. Los estudios que ambos científicos llevaron a cabo en colaboración se vieron plasmados en Types of Mankind —Tipos de humanidad—, publicada en 1854.
En su libro, Nott y Gliddon defendieron la hipótesis de que las razas humanas tenían orígenes diferenciados y, por lo tanto, no descendían de una única pareja. Ambos opinaban que Dios había creado a cada especie y la había situado en una localización diferente. La doctrina que ambos defendían no permitía la superioridad de una raza sobre otra. No obstante, sí que otorgaba superioridad a cada raza en su propia área. Nott afirmó que, ya que las razas habían sido creadas para habitar diferentes áreas, todas ellas debían ser igual de antiguas. Nott y otro poligenistas como Gliddon creían que Adán, al poder sonrojarse, tenía que pertenecer a la raza caucásica, ya que solo las personas con piel clara podían hacer lo propio.
Nott fue persistente en sus críticas a la base científica de la Biblia y también rechazó la teoría de la evolución, alegando que el medio no puede provocar la conversión de un organismo en otro diferente. Asimismo, rechazó la teoría del antepasado común. Nott creía que el monogenismo era «absurdo» y que no tenía ni base científica ni bíblica. Empleó el ejemplo de varias excavaciones realizadas en Egipto que habían sacado a luz varios ejemplares de animales y humanos que tenían el mismo aspecto que los actuales con el fin de refutar el monogenismo y las teorías evolutivas. De acuerdo con Nott, los monumentos y artefactos encontrados en tierras egipcias demostraban que «blancos, mongoles y negros existen desde hace al menos cinco milenios». Opinaba, además, que esto probaba el hecho de que cada raza había sido creada separadamente.
Nott opinaba que los escritores de la Biblia no tenían conocimiento de la existencia de otras razas diferentes a la suya o la de sus vecinos más inmediatos y que, por lo tanto, la Biblia no se refería a toda la población de la Tierra. De acuerdo con Nott, no hay ningún verso en el libro que apoye el mogenismo y el único pasaje con relación al mismo se encuentra en Hechos 17:26. No obstante, Nott sostenía que los mogenistas defienden una interpretación incorrecta de ese verso, ya que Pablo, en su sermón, comentaba la existencia de una «única sangre», pero solo conocía una raza, la local.
En 1856, Nott contrató a Henry Hotze para que tradujera el Ensayo sobre la desigualdad de las razas humanas, escrito por Arthur de Gobineau entre los años 1853 y 1855. Se trataba del texto fundador del racismo biológico, el cual contradecía la teoría de las razas de Boulainvilliers (1658-1722) y tenía un apéndice con los resultados de las investigaciones más recientes. Gobineau se quejó de que Hotze, en su traducción, había ignorado sus comentarios acerca del «decaimiento de América en general y de la esclavitud en particular.
Charles Darwin, en su obra El origen del hombre (1871), se opuso a los argumentos poligenistas y creacionistas de Nott y Gliddon, y defendió el monogenismo de las especies. Darwin concibía el origen común de las especies —también conocido como teoría del origen único— como un hecho esencial para la teoría de la evolución. Darwin citó a Nott y Gliddon en sus argumentos con el objetivo de ejemplificar a aquellos que clasificaban a las diferentes razas humanas como especies diferentes. En cambio, Darwin proponía que la humanidad conformaba una única especie.
Nott fundó la facultad de medicina de Alabama en 1858, con sede en Mobile, y trabajó como profesor en la misma. En 1860, solicitó un préstamo de 50 000 dólares y privilegios para la factudad al parlamento del estado y este se los concedió. Durante la Guerra civil, Nott participó como cirujano, oficial militar e inspector hospitalario en el bando confederado. Los dos hijos que aún le quedaban perdieron la vida en combate.
Nott falleció en 1873 y fue enterrado en el cementerio de Magnolia, situado en Mobile.

## Obras publicadas
- 1848: Sketch of the Epidemic of Yellow Fever of 1847, in Mobile.
- 1848: Two Lectures on the Connection between the Biblical and Physical History of Man, Delivered by Invitation, from the Chair of Political Economy, Etc., of the Louisiana University, in December, 1848.
- 1850: Yellow Fever Contrasted with Bilious Fever: Reasons for Believing It a Disease Sui Generis - Its Mode of Propagation - Remote Cause - Probable Insect or Animalcular Origin; en colaboración con Ralph Hermon Major.
- 1851: An Essay on the Natural History of Mankind, Viewed in Connection with Negro Slavery Delivered Before the Southern Rights Association, 14 December 1850.
- 1854: Types of Mankind: Or, Ethnological Researches : Based Upon the Ancient Monuments, Paintings, Sculptures, and Crania of Races, and Upon Their Natural, Geographical, Philological and Biblical History, Illustrated by Selections from the Inedited Papers of Samuel George Morton and by Additional Contributions from L. Agassiz, W. Usher, and H.S. Patterson; junto con George R. Gliddon, Samuel George Morton, Louis Agassiz, William Usher y Henry S. Patterson
- 1857: Indigenous Races of the Earth; Or, New Chapters of Ethnological Inquiry; Including Monographs on Special Departments; junto con George Robins Gliddon y Louis Ferdinand Alfred Maury.

### Citas
1. ↑  Dewbury, 2007, p. 142.
2. ↑  «NOTT, Abraham, (1768 - 1830)» (en inglés). Biographical Directory of the United States Congress. Consultado el 6 de marzo de 2015.
3. 1 2 3 4 5 6  «Josiah Clark Nott, M.D. (1804-1873)» (en inglés). Health Care of Alabama Hall of Fame. Archivado desde el original el 23 de julio de 2008. Consultado el 6 de marzo de 2015.
4. ↑  Chernin, noviembre de 1983, pp. 790-802.
5. ↑  Keane, 2013, pp. 91-92.
6. 1 2 3  Mandelbrote, 2010, pp. 151-154.
7. ↑  Burnett, 2008, p. 5.
8. ↑  Darwin, 1871, p. 217.